# مملكة الأراضي المنخفضة المتحدة
مملكة الأراضي المنخفضة المتحدة (1815-1839) (بالهولندية: Verenigd Koninkrijk der Nederlanden، بالفريزية الغربية: Keninkryk fan de Nederlannen، باللوكسمبورغية: Vereenegt Kinnekräich vun den Nidderlanden، وبالفرنسية: Royaume des Pays-Bas) هو الاسم غير الرسمي المستخدم للإشارة إلى مملكة الأراضي المنخفضة (بالهولندية: Koninkrijk der Nederlanden، بالفريزية الغربية: Keninkryk fan de Nederlannen، باللوكسمبورغية: Kinnekräich vun den Nidderlanden، و بالفرنسية: Royaume des Pays-Bas) في فترة بعد أن أنشأت لأول مرة كجزء من الإمبراطورية الفرنسية الأولى وقبل أن تنشق عنها مملكة بلجيكا الجديدة عام 1830. وقد تشكلت حالتها هذه والتي ما زال جزءاً كبيراً منها موجوداً اليوم باسم مملكة الأراضي المنخفضة من جمهورية هولندا السابقة (جمهورية السبع أراضي المنخفضة المتحدة) إلى الشمال، و الأراضي المنخفضة النمساوية السابقة إلى الجنوب، و أسقفية أمير لياج. وأصبح عائلة أوراني - ناساو ملوك هذه الدولة الجديدة.

## الأمير فيليم أوراني- ناساو، السيادة الجديدة لهولندا

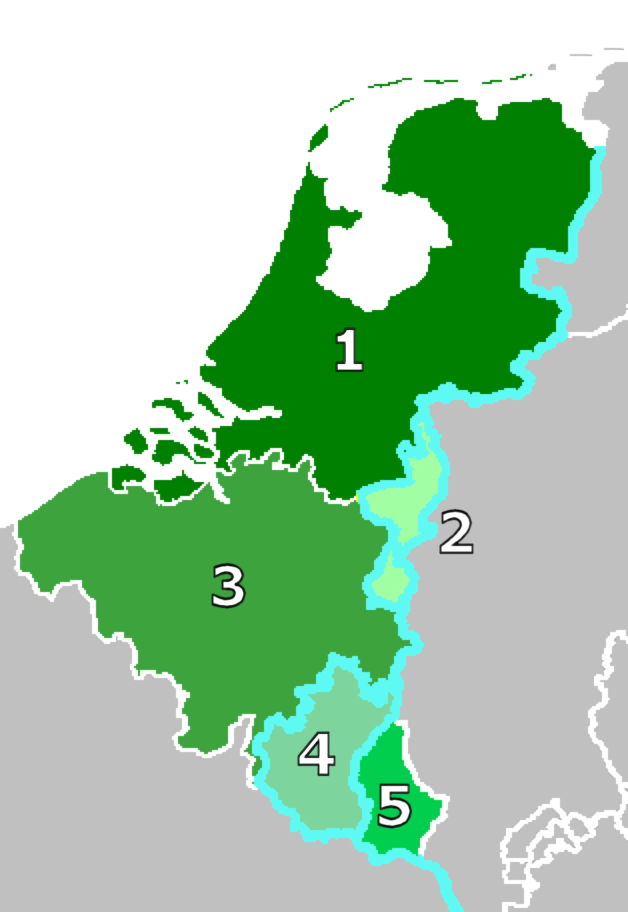
هولندا وبلجيكا ولكسمبورغ ودوقية ليمبورغ (1839-1866)،
1، 2، 3 مملكة الأراضي المنخفضة المتحدة (حتى 1830)
1، 2 مملكة الأراضي المنخفضة (بعد 1830)
2 دوقية ليمبورغ (1839-1866) (في الاتحاد الألماني بعد 1839 كتعويض عن فالز-لكسمبورغ)
3، 4 مملكة بلجيكا (بعد 1830)
4، 5 لكسمبورغ (الحدود حتى 1830)
4 لوكسمبورغ (مقاطعة) (من فالز-لكسمبورغ إلى بلجيكا عام 1839)
5 لكسمبورغ (لكسمبورغ الألمانية، الحدود بعد 1839)
بالأزرق، حدود الاتحاد الألماني.

بعد تحرير هولندا عام 1813 على يد القوات البروسية والروسية أصبح من المسلم به أن أي نظام جديد يجب أن يكون برئاسة فيليم فريدريك من أورانى ناساو، ابن الحاكم العام الأخير فيليم الخامس أمير أورانى- ناساو وأميرة بروسيا فيلهلمينا. وقد عاد فيليم إلى لاهاي في 6 ديسمبر حيث عُرِض عليه لقب الملك فرفض، وبدلاً من ذلك أعلن نفسه «الأمير السيادي» لإمارة الأراضي المنخفضة المتحدة.

## التوحيد تحت إمرة فيليم الأول
أثناء مؤتمر فيينا عام 1815 كان على فرنسا أن تتخلى عن حكمها لجنوب الأراضي المنخفضة. لم تكن هذه المفاوضات سهلة لأن فيليم حاول الحصول على أكبر قدر ممكن من المكاسب. واستندت أفكاره عن هولندا المتحدة على أفعال السياسي هندريك فان دير نوت، وهو محام وسياسي وأحد اللاعبين الرئيسيين في ثورة الأراضي المنخفضة الجنوبية ضد الإمبراطور النمساوي (1789-1790) . في عام 1789 وبعد أن أعلنت جنوب الأراضي المنخفضة الاستقلال عرف هندريك أن هذا وضع هش وحاول أن يجمع شملها مع جمهورية المقاطعات السبعة المتحدة الهولندية، ومنذ ذلك الحين لم ينس فيليم هذا أبداً ورأى فرصة بعد سقوط نابليون.
وتم عمل ثلاثة سيناريوهات مختلفة:
1- استعادت هولندا الشمالية حدودها القديمة وأصبحت هولندا الجنوبية الدولة الحاجز تحت حكم قوة عظمى مثل النمسا.
2- إذا كانت على هولندا الجنوبية أن تبقى (جزئياً) فرنسية فإنه يجب على هولندا الشمالية أن تمتد إلى نهر نيته ببلجيكا الحالية أو ربما إلى الفلاندرز. في هذا السيناريو أيضاً ربما نصبح أجزاء من ألمانيا هولندية، ومن ثم ستكون الحدود خط ميخيلين - ماستريخت - يوليخ - كولونيا ، دوسلدورف ثم تنتهي عند نهر الراين.
3- فرنسا داخل حدودها القديمة، هولندا الشمالية توحد مع هولندا الجنوبية وجميع الأراضي الألمانية على الضفة اليسرى من نهر الراين وشمال موزيل والدوقية القديمة بيرغ والأراضي القديمة لناساو على الضفة اليمنى من نهر الراين.
وقد جاء السيناريوهان الأولان من «مذكرة هولندا» التي تمت عام 1813 بعد معركة لايبزيخ. وجاء السيناريو الأخير من فيليم نفسه. ولم ينحقق السيناريو الأول لأن القوى العظمى (بريطانيا العظمى وبروسيا والنمسا وروسيا) رأت أن وجود جنوب هولندا/ بلجيكا مستقل تحت إمرة أمير نمساوي وضع ضعيف للغاية، ولم تكن النمسا في استعادته مرة أخرى.
أصبحت المسألة الهولندية مشكلة، واختارت القوى العظمى في أوروبا السيناريو الأخير لكنها لم ترغب أن تذهب بعيداً في توسيع هولندا كما كان يريد فيليم.
في نهاية المطاف، منحت بنود لندن الثمانية فيليم الأراضي التالية:
- جمهورية هولندا السبع المتحدة
- الأراضي المنخفضة النمساوية داخل حدودها المنصوص عليهاعام 1789 (لذا بدون فلاندرز الفرنسية)
- أسقفية أمير لياج، مع عمل تغييرات صغيرة لحدودها بالنيابة عن بروسيا.

لم تمنح دوقية لوكسمبورخ بالكامل إلى فيليم لأنها كان عضواً في الاتحاد الألماني، ومع ذلك طالب فيليم أن تكون لوكسمبورخ جزءاً من هولندا حيث كان هولندا الموحدة أقوى كمنطقة عازلة لفرنسا. وتاريخياً كانت لوكسمبورخ جزءاً من المقاطعات السبعة عشر أو الأراضي المنخفضة البورغندية حتى عام 1648، لكن ظلت لوكسمبورغ جزءاً من المناقشات.
في 1 مارس عام 1815، حيث كان مؤتمر فيينا مستمراً، هرب نابليون من إلبا وأنشأ جيشاً كبيراً ضد القوى العظمى في أوروبا لكن تمت هزيمته في معركة واترلو (في ذلك الوقت داخل المملكة) على يد القوات البروسية والبريطانية والبلجيكية والهولندية وناساو (تحت قيادة أمير أوراني).
وكنتيجة لذلك، يوم 16 مارس عام 1815، أعلن فيليم هولندا مملكة، وأعلن نفسه الملك فيليم الأول. وقد منحته الصلاحيات السيادة على لوكسمبورغ التي أصبحت دوقية لوكسمبورغ العظمى في (اتحاد شخصي) مع هولندا، وبقت عضواً في الاتحاد الألماني، حيث كانت في حماية القوات البروسية نيابةً عن الملك الهولندي.
وبهذا التوحيد أكمل فيليم حلم سلفه فيليم فان أوراني (المعروف أيضا باسم فيليم الصامت) الذي بدأ عام 1579.

## قوة الملك
لم تكن المملكة التي شكلت حديثاً مثل هولندا أو بلجيكا اليوم، فبموجب الدستور مُنح الملك فيليم الأول صلاحيات أكثر بكثير من سلطة الملك أو الملكة في الملكية الدستورية الحديثة.
وكانت الغرفة الثانية لبرلمان هولندا 110 عضواً، منها 55 تم اختيارهم من قبل الشمال و55 تم اختيارهم من قبل الجنوب. وتم تعيين الغرفة الأولى من قبل الملك وتألفت من النبلاء القدامى والجدد.
وكان لهولندا ثمانية وزراء والذين لم يكونوا يتعاملوا مع الغرفة الثانية ولكن فقط مع الملك نفسه. في الواقع كانوا يتبعون مطالبه. ويمكن الملك أيضاً أن يُحكم من قبل «النظام الملكي».

## المقاطعات
|  | تكونت المملكة من 17 مقاطعة (BE تعني أنها حالياً جزء من بلجيكا، وNL تعني أنها حالياً جزء من هولندا): - أنتفيرب (BE) - درينته (NL) - فريزلاند (NL) - خيلدرلند (NL) - خرونينجن (NL) - هينو (BE) - هولندا (NL) - مقاطعة ليمبورخ (1815–1839) (NL/BE) ليمبورخ (NL) وليمبورخ (BE) - لياج (BE) - نامور (BE) - شمال برابنت (NL) - فلاندر الشرقية (BE) - أوفرآيسل (NL) - أوترخت (NL) - فلاندر الغربية (BE) - زيلند (NL) - جنوب برابنت، تغير اسمها إلى برابنت عام 1831 (BE) |

## التنمية الاقتصادية والاجتماعية
رغم شمال الدولة الجديدة اقتصادياً إلا أن العديد من الناس كانوا عاطلين عن العمل وكانوا يعيشون في فقر لأن الكثير من البضائع البريطانية قد زعزعت استقرار سوق التجارة الهولندية.
ورغم استقرار الجنوب المالي إلا أنه عانى أيضاً من عبء الديون في البلاد، لكنه اكتسب أسواقاً تجارية جديدة في المستعمرات الهولندية. وكثير من الناس في الجنوب كانوا يعيشون في فقر لأن أرباح التجارة استخدمت للمشاريع الكبيرة.
وقد حاول فيليم تقسيم ثروة البلاد بالتساوي من خلال - من بين أمور أخرى- الإجراءات التالية:
- بناء طرق جديدة
- حفر قنوات جديدة وتوسيع / تعميق القنوات الموجودة: (قناة شمال هولندا، قناة من غنت إلى مدينة تيرنوزن، قناة بروكسل شارليروا، قناة موسيل، قناة لياج).
- توسيع صناعة الصلب إلى الجنوب.
- تنصيب النظام المتري
- فرض ضرائب جديدة على الواردات والصادرات.
- فتح ميناء أنتفيرب

ومن خلال هذه الإجراءات زادت صادرات القطن والملاءات والأسلحة ومنتجات الصلب. ونما أسطول أنتفيرب إلى 117 سفينة. وتم تمويل العديد من هذه المشاريع من قبل الملك فيليم نفسه.
وتوسع النظام التعليمي تحت حكم فيليم. وتضاعف تحت حكمه عدد الأطفال الذين يذهبون إلى المدارس من 150.000 إلى 300.000 من خلال فتح 1500 مدرسة عامة جديدة. وكان الجنوب بحاجة خاصة إلى المدارس لأن الكثير من الشعب لم يكن يستطع القراءة أو الكتابة.
وفي عام 1825 أسس فيليم شركة التجارة الهولندية (بالهولندية: NEDERLANDSE HANDELS Maatschappij) لتعزيز التجارة مع المستعمرات.

## الطريق إلى الانفصال
الاختلافات الاجتماعية
خلق التوحيد اجتماعياً العديد من المشاكل. ورغم أن فيلم حرص منذ البداية أن ينشأ شعباً واحداً إلا أنه سرعان ما أصبح واضحاً أن الشمال والجنوب قد تباعدا ثقافياً في ال200 عاماً منذ أن احتلت عائلة هابسبورج الجنوب. فعلى وجه الخصوص لم تستطع العقليات البورغندية والكالفينية التعايش مع بعضها البعض بشكل جيد. وكان كل من الشمال والجنوب على خلفية تاريخية مختلفة، وكلاً من اللمتحدثين بالهولندية أوالفرنسية كانوا يخشون أن يطغى أحدهما على الآخر. وقد لعبت فرنسا دوراً في هذا من قبل «الرابطة البلجيكية والباريسية» الممولة بأموال خاصة لكن بإذن من الحكومة الفرنسية لجعل الوحدة مع فرنسا ممكنة. والإصلاح اللغوي عام 1823 هدف إلى جعل الهولندية هي اللغة الرسمية في المقاطعات الفلمنكية، لأنها كانت لغة معظم السكان الفلمنكيين. وقد ووجه هذا الإصلاح بالمعارضة القوية من الطبقات العليا والمتوسطة الفلمنكية الذين كان يتحدث معظمهم الفرنسية في ذلك الوقت.
الاختلافات السياسية والدينية
كان الدين أيضاً سبباً للانفصال، فبينما كانت البروتستانتية مهيمنة في الشمال كان الجنوب كاثوليكي. وقد رأت الكنيسة الكاثوليكية أن نفوذها يتراجع لصالح الملك، فقد قام ببناء أكثر من 1500 مدرسة حكومية في حين أن الكنيسة لم تعد مهتمة بالتعليم. أيضا استطاع الشمال أن يكوِّن تاريخاً مستقلاً، وشهد عصراً ذهبياً، لذلك رأى الشعب الهولندي بلجيكا على أنها مكسب إقليمي أكثر منها شريك. وعلى الرغم من أن 62٪ من السكان كانوا يعيشون في الجنوب إلا أنه كان لهم نفس العدد من الممثلين في البرلمان في حين أن الشمال الذي له عدد مقاطعات أكثر له أغلبية في التجمع الأدنى، وبالتالي شعر البلجيكيون وهم الأكثر اكتظاظاً بالسكان أن تمثيلهم في البرلمان تمثيلاً ناقصاً.
| تاريخ البلدان المنخفضة                                        | تاريخ البلدان المنخفضة                                                   | تاريخ البلدان المنخفضة                                        | تاريخ البلدان المنخفضة                                          | تاريخ البلدان المنخفضة                                                                        | تاريخ البلدان المنخفضة                                                                        | تاريخ البلدان المنخفضة                                                                        | تاريخ البلدان المنخفضة                                                                        | تاريخ البلدان المنخفضة                                                                        |
| ------------------------------------------------------------- | ------------------------------------------------------------------------ | ------------------------------------------------------------- | --------------------------------------------------------------- | --------------------------------------------------------------------------------------------- | --------------------------------------------------------------------------------------------- | --------------------------------------------------------------------------------------------- | --------------------------------------------------------------------------------------------- | --------------------------------------------------------------------------------------------- |
| فريسي                                                         |                                                                          |                                                               | بيلجي                                                           | بيلجي                                                                                         |                                                                                               |                                                                                               |                                                                                               |                                                                                               |
|                                                               | كنانيفيتاس                                                               | شامافي،توبانتي                                                | شامافي،توبانتي                                                  | بلجيكا الغالية (55 ق.م – حوالي 5م) جرمانيا الصغرى (83 – حوالي القرن 5)                        | بلجيكا الغالية (55 ق.م – حوالي 5م) جرمانيا الصغرى (83 – حوالي القرن 5)                        | بلجيكا الغالية (55 ق.م – حوالي 5م) جرمانيا الصغرى (83 – حوالي القرن 5)                        |                                                                                               |                                                                                               |
|                                                               | كنانيفيتاس                                                               | الفرنجة الساليون                                              |                                                                 | باتافي                                                                                        | باتافي                                                                                        |                                                                                               |                                                                                               |                                                                                               |
| غير مأهولة (حوالي القرنين 4- 5)                               | غير مأهولة (حوالي القرنين 4- 5)                                          | ساكسون                                                        | الفرنجة الساليون (حوالي القرنين 4- 5)                           | الفرنجة الساليون (حوالي القرنين 4- 5)                                                         | الفرنجة الساليون (حوالي القرنين 4- 5)                                                         |                                                                                               |                                                                                               |                                                                                               |
| المملكة الفريزية (حوالي القرن 6–734)                          | المملكة الفريزية (حوالي القرن 6–734)                                     |                                                               | إمبراطورية الفرنجة (481–843)—الإمبراطورية الكارولنجية (800–843) | إمبراطورية الفرنجة (481–843)—الإمبراطورية الكارولنجية (800–843)                               | إمبراطورية الفرنجة (481–843)—الإمبراطورية الكارولنجية (800–843)                               | إمبراطورية الفرنجة (481–843)—الإمبراطورية الكارولنجية (800–843)                               | إمبراطورية الفرنجة (481–843)—الإمبراطورية الكارولنجية (800–843)                               |                                                                                               |
| المملكة الفريزية (حوالي القرن 6–734)                          | المملكة الفريزية (حوالي القرن 6–734)                                     | أوستراسيا (511–687)                                           |                                                                 |                                                                                               |                                                                                               |                                                                                               |                                                                                               |                                                                                               |
|                                                               |                                                                          |                                                               |                                                                 |                                                                                               |                                                                                               |                                                                                               |                                                                                               |                                                                                               |
|                                                               |                                                                          |                                                               |                                                                 |                                                                                               |                                                                                               |                                                                                               |                                                                                               |                                                                                               |
| فرانسيا الوسطى (843–855)                                      | فرانسيا الوسطى (843–855)                                                 | فرانسيا الوسطى (843–855)                                      | فرانسيا الوسطى (843–855)                                        | فرانسيا الوسطى (843–855)                                                                      | مملكة الفرنجة الغربيين (843–)                                                                 |                                                                                               |                                                                                               |                                                                                               |
| لوثارينجيا (855– 959) لورين المنخفضة (959–)                   |                                                                          |                                                               |                                                                 |                                                                                               | مملكة الفرنجة الغربيين (843–)                                                                 |                                                                                               |                                                                                               |                                                                                               |
| فريزيا                                                        |                                                                          |                                                               |                                                                 |                                                                                               |                                                                                               |                                                                                               |                                                                                               |                                                                                               |
| الحرية الفريزية ( القرون 11–16 )                              | مقاطعة هولندا (880–1432)                                                 | أسقفية أوترخت (695–1456)                                      | دوقية برابنت (1183–1430) خيلدرز (1046–1543)                     | دوقية برابنت (1183–1430) خيلدرز (1046–1543)                                                   | مقاطعة فلانديرز (862–1384)                                                                    | مقاطعة هينو (1071–1432) كونتية نامور (981–1421)                                               | أسقفية أمير لياج (980–1794)                                                                   | دوقية لوكسمبورج (1059–1443)                                                                   |
|                                                               | الأراضي المنخفضة البورغندية (1384–1482)                                  |                                                               |                                                                 |                                                                                               |                                                                                               |                                                                                               |                                                                                               |                                                                                               |
|                                                               | الأراضي المنخفضة الهابسبورجية (1482–1795) (الأقاليم السبعة عشر بعد 1543) |                                                               |                                                                 |                                                                                               |                                                                                               |                                                                                               |                                                                                               |                                                                                               |
| جمهورية هولندا (الأراضي المنخفضة السبع المتحدة) (1581–1795)   | جمهورية هولندا (الأراضي المنخفضة السبع المتحدة) (1581–1795)              | جمهورية هولندا (الأراضي المنخفضة السبع المتحدة) (1581–1795)   | جمهورية هولندا (الأراضي المنخفضة السبع المتحدة) (1581–1795)     | الأراضي المنخفضة الأسبانية (1556–1714)                                                        | الأراضي المنخفضة الأسبانية (1556–1714)                                                        | الأراضي المنخفضة الأسبانية (1556–1714)                                                        |                                                                                               |                                                                                               |
|                                                               |                                                                          |                                                               |                                                                 | الأراضي المنخفضة النمساوية (1714–1795)                                                        |                                                                                               |                                                                                               |                                                                                               |                                                                                               |
|                                                               |                                                                          |                                                               |                                                                 | الولايات المتحدة البلجيكية (1790)                                                             | الولايات المتحدة البلجيكية (1790)                                                             | الولايات المتحدة البلجيكية (1790)                                                             | جمهورية لياج (1789–'91)                                                                       |                                                                                               |
|                                                               |                                                                          |                                                               |                                                                 |                                                                                               |                                                                                               |                                                                                               |                                                                                               |                                                                                               |
| الجمهورية الباتافية (1795–1806) المملكة الهولندية (1806–1810) | الجمهورية الباتافية (1795–1806) المملكة الهولندية (1806–1810)            | الجمهورية الباتافية (1795–1806) المملكة الهولندية (1806–1810) | الجمهورية الباتافية (1795–1806) المملكة الهولندية (1806–1810)   | مرتبطة بالجمهورية الفرنسية الأولى (1795–1804) جزء من الإمبراطورية الفرنسية الأولى (1804–1815) | مرتبطة بالجمهورية الفرنسية الأولى (1795–1804) جزء من الإمبراطورية الفرنسية الأولى (1804–1815) | مرتبطة بالجمهورية الفرنسية الأولى (1795–1804) جزء من الإمبراطورية الفرنسية الأولى (1804–1815) | مرتبطة بالجمهورية الفرنسية الأولى (1795–1804) جزء من الإمبراطورية الفرنسية الأولى (1804–1815) | مرتبطة بالجمهورية الفرنسية الأولى (1795–1804) جزء من الإمبراطورية الفرنسية الأولى (1804–1815) |
|                                                               |                                                                          |                                                               |                                                                 |                                                                                               |                                                                                               |                                                                                               |                                                                                               |                                                                                               |
| الإمارة السيادية للأراضي المنخفضة المتحدة (1813–1815)         |                                                                          |                                                               |                                                                 |                                                                                               |                                                                                               |                                                                                               |                                                                                               |                                                                                               |
| مملكة الأراضي المنخفضة المتحدة (1815–1830)                    |                                                                          |                                                               |                                                                 |                                                                                               |                                                                                               |                                                                                               |                                                                                               |                                                                                               |
| هولندا (1839–)                                                | هولندا (1839–)                                                           | هولندا (1839–)                                                | هولندا (1839–)                                                  | بلجيكا (1830–)                                                                                | بلجيكا (1830–)                                                                                | بلجيكا (1830–)                                                                                | بلجيكا (1830–)                                                                                | الدوقية العظمى للوكسمبورغ (1839–)                                                             |
|                                                               |                                                                          |                                                               |                                                                 |                                                                                               |                                                                                               |                                                                                               |                                                                                               | لوكسمبورغ (1890–)                                                                             |